# Kroczyn
Kroczyn (prononciation : [ˈkrɔt͡ʂɨn]) est un village polonais de la gmina de Dorohusk dans le powiat de Chełm de la voïvodie de Lublin dans l'est de la Pologne, à la frontière avec l'Ukraine.
Il se situe à environ 12 kilomètres au sud-ouest de Dorohusk (siège de la gmina), 14 kilomètres à l'est de Chełm (siège du powiat) et 78 kilomètres à l'est de Lublin (capitale de la voïvodie).

## Histoire
De 1975 à 1998, le village est attaché administrativement à la voïvodie de Chełm.

Depuis 1999, il fait partie de la voïvodie de Lublin.